# Igor Kravčuk
Igor Alexandrovič Kravčuk (rusky: Игорь Александрович Кравчук; * 13. září 1966, Ufa, SSSR) je bývalý ruský a sovětský obránce v ledním hokeji. Několik let hrál v NHL a nyní působí jako trenér.

## Hráčská kariéra
V letech 1983–1987 hrál za ruský tým Salavat Julajev Ufa a pak až do roku 1992 za CSKA Moskva. V Rusku odehrál 242 zápasů a získal 16 gólů a 30 asistencí.
V roce 1986 získal zlatou medaili na Mistrovství světa juniorů a v roce 1990 na seniorském světovém turnaji. Z Olympijských her v roce 1988 má zlatou medaili jako člen sovětského týmu a z Olympiády v roce 1992 má rovněž zlato; zde byl ovšem člen tak zvaného Sjednoceného týmu.
Do kanadsko-americké NHL jej v roce 1991 jako 71. hráče draftoval tým Chicago Blackhawks. NV NHL hrál postupně za týmy Edmonton Oilers, St. Louis Blues, Ottawa Senators, Calgary Flames a Florida Panthers. Celkem odehrál v NHL 699 ligových utkání, nasbíral 274 bodů (za 64 gólů a 210 asistencí) a odseděl si 251 minut na trestné lavici. V playoff odehrál 51 zápasů, ve kterých si připsal 21 bodů za 6 gólů a 15 asistencí a 18 trestných minut.
Dva dny po svých 21. narozeninách, čelil ve finále Kanadského poháru 1987 útoku Maria Lemieuxe, Waynea Gretzkyho a Larryho Murphyho na sovětského brankáře Sergeje Mylnikova. Tento souboj 3 na 1 dopadl lépe pro Kanaďany, Lemieux vstřelil 86 sekund před koncem utkání vítěznou branku a Kanada tak získala zlatou medaili.
Od roku 2011 vede jako trenér ruský juniorský tým.

## Ocenění a úspěchy
- 1992 ZOH – All-Star Tým
- 1992 Sp – All-Star Tým

## Prvenství
- Debut v NHL – 27. února 1992 (Chicago Blackhawks proti Detroit Red Wings)
- První gól v NHL – 27. února 1992 (Chicago Blackhawks proti Detroit Red Wings, kanadskému brankáři Tim Cheveldae)
- První asistence v NHL – 29. února 1992 (Toronto Maple Leafs proti Chicago Blackhawks)

## Klubová statistika
| Sezóna       | Klub                | Soutěž       |     | Základní část | Základní část | Základní část | Základní část | Základní část |   | Play off | Play off | Play off | Play off | Play off |
| Sezóna       | Klub                | Soutěž       | Z   | G             | A             | B             | TM            | Z             | G | A        | B        | TM       |          |          |
| 1982/1983    | Salavat Julajev Ufa | SLLH         | 10  | 0             | 0             | 0             | 0             | —             | — | —        | —        | —        |          |          |
| 1984/1985    | Salavat Julajev Ufa | 1.SLLH       | 50  | 3             | 2             | 5             | 22            | —             | — | —        | —        | —        |          |          |
| 1985/1986    | Salavat Julajev Ufa | SLLH         | 21  | 2             | 2             | 4             | 6             | —             | — | —        | —        | —        |          |          |
| 1986/1987    | Salavat Julajev Ufa | SLLH         | 22  | 0             | 1             | 1             | 8             | —             | — | —        | —        | —        |          |          |
| 1987/1988    | CSKA Moskva         | SLLH         | 48  | 1             | 8             | 9             | 12            | —             | — | —        | —        | —        |          |          |
| 1988/1989    | CSKA Moskva         | SLLH         | 22  | 3             | 4             | 7             | 22            | —             | — | —        | —        | —        |          |          |
| 1989/1990    | CSKA Moskva         | SLLH         | 48  | 1             | 3             | 4             | 16            | —             | — | —        | —        | —        |          |          |
| 1990/1991    | CSKA Moskva         | SLLH         | 41  | 6             | 5             | 11            | 16            | —             | — | —        | —        | —        |          |          |
| 1991/1992    | CSKA Moskva         | RSL          | 30  | 3             | 8             | 11            | 6             | —             | — | —        | —        | —        |          |          |
| 1991/1992    | Chicago Blackhawks  | NHL          | 18  | 1             | 8             | 9             | 4             | 18            | 2 | 6        | 8        | 8        |          |          |
| 1992/1993    | Chicago Blackhawks  | NHL          | 38  | 6             | 9             | 15            | 30            | —             | — | —        | —        | —        |          |          |
| 1992/1993    | Edmonton Oilers     | NHL          | 17  | 4             | 8             | 12            | 2             | —             | — | —        | —        | —        |          |          |
| 1993/1994    | Edmonton Oilers     | NHL          | 81  | 12            | 38            | 50            | 16            | —             | — | —        | —        | —        |          |          |
| 1994/1995    | Edmonton Oilers     | NHL          | 36  | 7             | 11            | 18            | 29            | —             | — | —        | —        | —        |          |          |
| 1995/1996    | Edmonton Oilers     | NHL          | 26  | 4             | 4             | 8             | 10            | —             | — | —        | —        | —        |          |          |
| 1995/1996    | St. Louis Blues     | NHL          | 40  | 3             | 12            | 15            | 24            | 10            | 1 | 5        | 6        | 4        |          |          |
| 1996/1997    | St. Louis Blues     | NHL          | 82  | 4             | 24            | 28            | 35            | 2             | 0 | 0        | 0        | 2        |          |          |
| 1997/1998    | Ottawa Senators     | NHL          | 81  | 8             | 27            | 35            | 8             | 11            | 2 | 3        | 5        | 4        |          |          |
| 1998/1999    | Ottawa Senators     | NHL          | 79  | 4             | 21            | 25            | 32            | 4             | 0 | 0        | 0        | 0        |          |          |
| 1999/2000    | Ottawa Senators     | NHL          | 64  | 6             | 12            | 18            | 20            | 6             | 1 | 1        | 2        | 0        |          |          |
| 2000/2001    | Ottawa Senators     | NHL          | 15  | 1             | 5             | 6             | 14            | —             | — | —        | —        | —        |          |          |
| 2000/2001    | Calgary Flames      | NHL          | 37  | 0             | 8             | 8             | 4             | —             | — | —        | —        | —        |          |          |
| 2001/2002    | Calgary Flames      | NHL          | 78  | 4             | 22            | 26            | 19            | —             | — | —        | —        | —        |          |          |
| 2002/2003    | Florida Panthers    | NHL          | 7   | 0             | 1             | 1             | 4             | —             | — | —        | —        | —        |          |          |
| celkem v NHL | celkem v NHL        | celkem v NHL | 699 | 64            | 210           | 274           | 261           | 51            | 6 | 15       | 21       | 18       |          |          |

## Reprezentace
| Rok                       | Tým                       | Soutěž                    | Z  | G | A  | B  | TM |
| ------------------------- | ------------------------- | ------------------------- | -- | - | -- | -- | -- |
| 1985                      | Sovětský svaz 20          | MSJ                       | 7  | 0 | 3  | 3  | 6  |
| 1986                      | Sovětský svaz 20          | MSJ                       | 7  | 0 | 2  | 2  | 4  |
| 1987                      | Sovětský svaz             | KP                        | 5  | 0 | 4  | 4  | 2  |
| 1998                      | Sovětský svaz             | ZOH                       | 6  | 1 | 0  | 1  | 0  |
| 1990                      | Sovětský svaz             | MS                        | 10 | 1 | 4  | 5  | 8  |
| 1991                      | Sovětský svaz             | MS                        | 10 | 1 | 3  | 4  | 8  |
| 1991                      | Sovětský svaz             | KP                        | 5  | 0 | 0  | 0  | 2  |
| 1992                      | Sjednocený tým            | ZOH                       | 8  | 3 | 2  | 5  | 6  |
| 1998                      | Rusko                     | ZOH                       | 6  | 0 | 2  | 2  | 2  |
| 2000                      | Rusko                     | MS                        | 6  | 0 | 0  | 0  | 0  |
| 2002                      | Rusko                     | ZOH                       | 6  | 0 | 2  | 2  | 0  |
| Seniorská kariéra celkově | Seniorská kariéra celkově | Seniorská kariéra celkově | 62 | 6 | 17 | 23 | 28 |